# Grasleben
Grasleben è un comune di 2.472 abitanti della Bassa Sassonia, in Germania.
Appartiene al circondario (Landkreis) di Helmstedt (targa HE) ed è parte della comunità amministrativa (Samtgemeinde) di Grasleben.

## Storia
La storia di Grasleben fu grandemente influenzata dalla vicinanza all'abbazia di Mariental, ai cui possedimenti appartenne a lungo anche Grasleben. Nel 1830 fu costruita la chiesa, priva di torre campanaria, che fu eretta successivamente.